# Cultura igbo

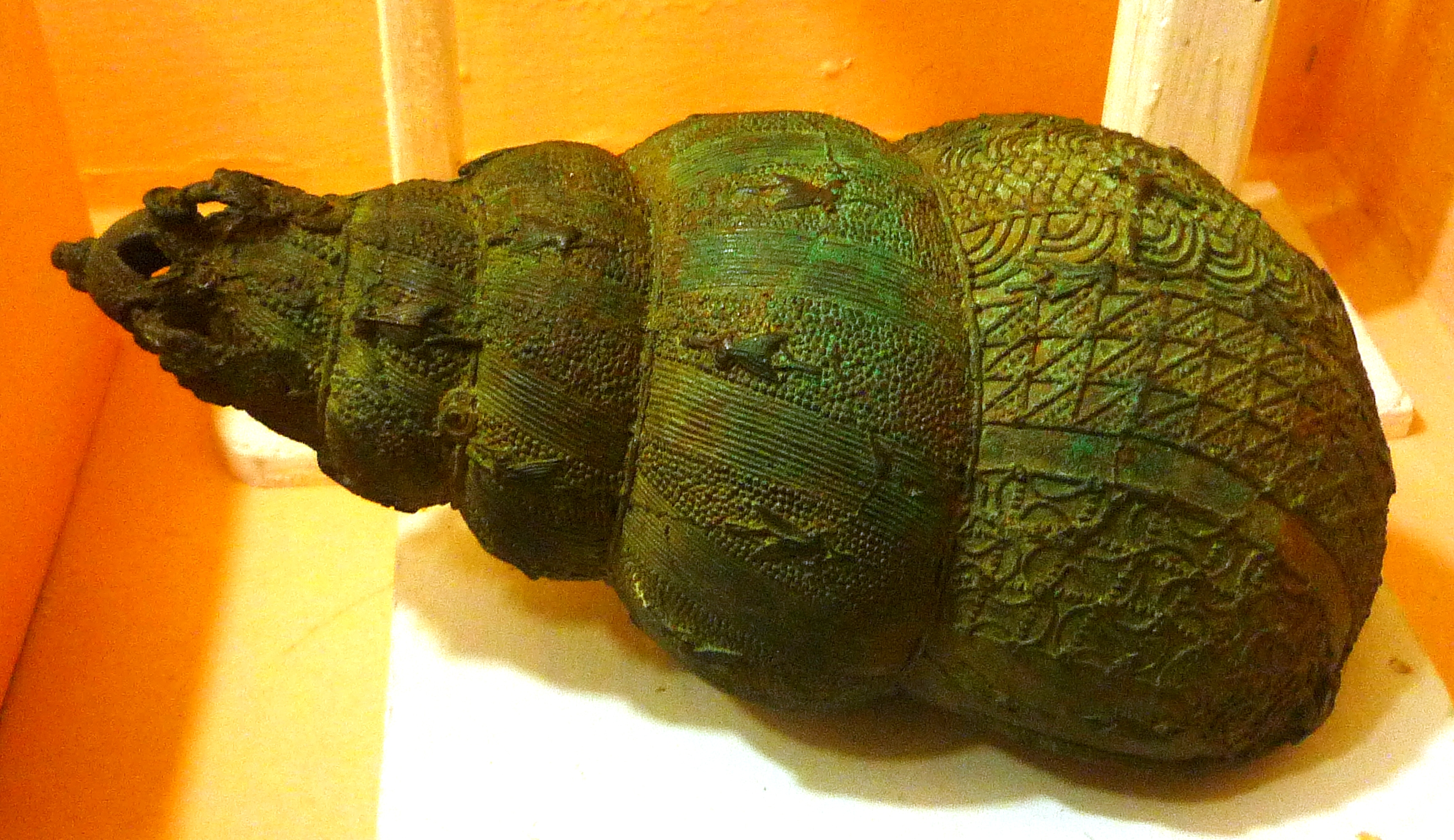
Vaso ceremonial de bronce en forma de concha de caracol; ; de Igbo-Ukwu; Museo Nacional de Nigeria (Lagos).

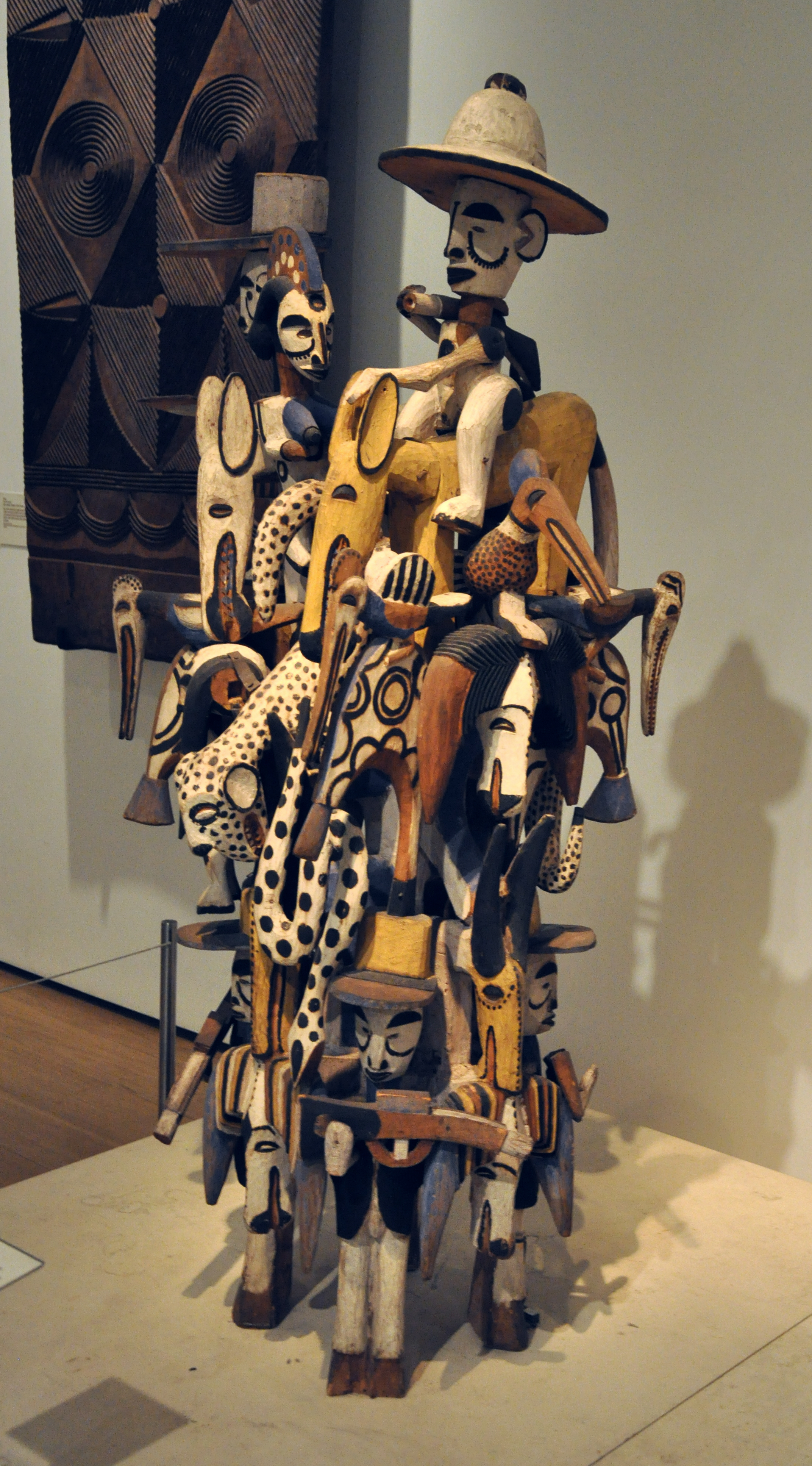
Una compleja talla en madera de animales, personas y espíritus colocados uno sobre el otro a unos 2 metros de altura.

Cultura igbo (en idioma igbo:Ọmenala ndị Igbo), son las costumbres, prácticas y tradiciones del pueblo igbo del sudeste de Nigeria. Comprende tanto prácticas arcaicas como nuevos conceptos añadidos a la cultura igbo, ya sea por evolución cultural o por influencia externa. Estas costumbres y tradiciones incluyen el arte visual, la música y la danza del pueblo igbo, así como su vestimenta, su cocina y sus dialectos lingüísticos. Debido a sus diversos subgrupos, la variedad de su cultura se acentúa incluso más.

## Música

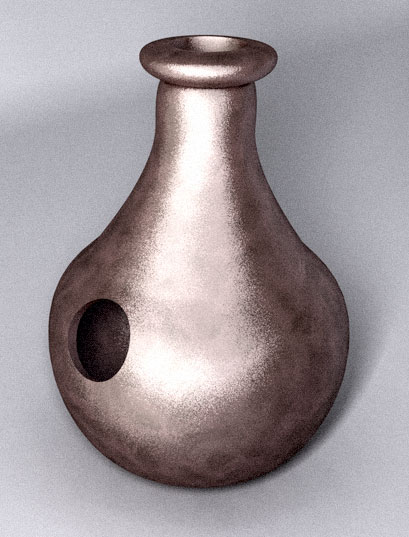
Udu, un instrumento musical igbo.

Los pueblos igbo tienen un estilo musical melódico y sinfónico, que diseñaron con hierro forjado. Otros instrumentos son: el instrumento de viento similar a la flauta opi, el instrumento de viento similar a la flauta igba, y el ichaka.
Otra forma musical popular entre los igbo es el highlife, que es una fusión de jazz y música tradicional y muy popular en África occidental. La vida moderna de igbo se ve en las obras de Prince Nico Mbarga, el Dr. Sir Warrior, Oliver De Coque, Bright Chimezie y Chief Stephen Osita Osadebe, quienes son algunos de los mejores músicos de la vida de igbo del siglo XX. También hay otros artistas notables de igbo, como Mike Ejeagha, Paulson Kalu, Ali Chukwuma, Ozoemena Nwa Nsugbe.

## Arte
El arte igbo es conocido por varios tipos de disfraces, máscaras y atuendos que simbolizan personas, animales o concepciones abstractas. El arte igbo también se conoce por sus piezas de fundición de bronce que se encontraron en la ciudad de Igbo-Ukwu algunas datadas del siglo IX. Alice Apley dice: «Es posible que los habitantes de Igbo Ukwu tuvieran un arte metalúrgico que floreció ya en el siglo IX», —aunque esta fecha sigue siendo controvertida—. Se han excavado tres sitios, que revelan cientos de vasijas rituales y artículos de fundición de bronce o bronce con plomo que se encuentran entre los bronces más ingeniosos y técnicamente logrados. Los habitantes de Igbo-Ukwu, antepasados de los actuales igbo, fueron los primeros orfebres de cobre y sus aleaciones en África occidental, trabajando el metal mediante martilleo, doblado, torsión e incisión.

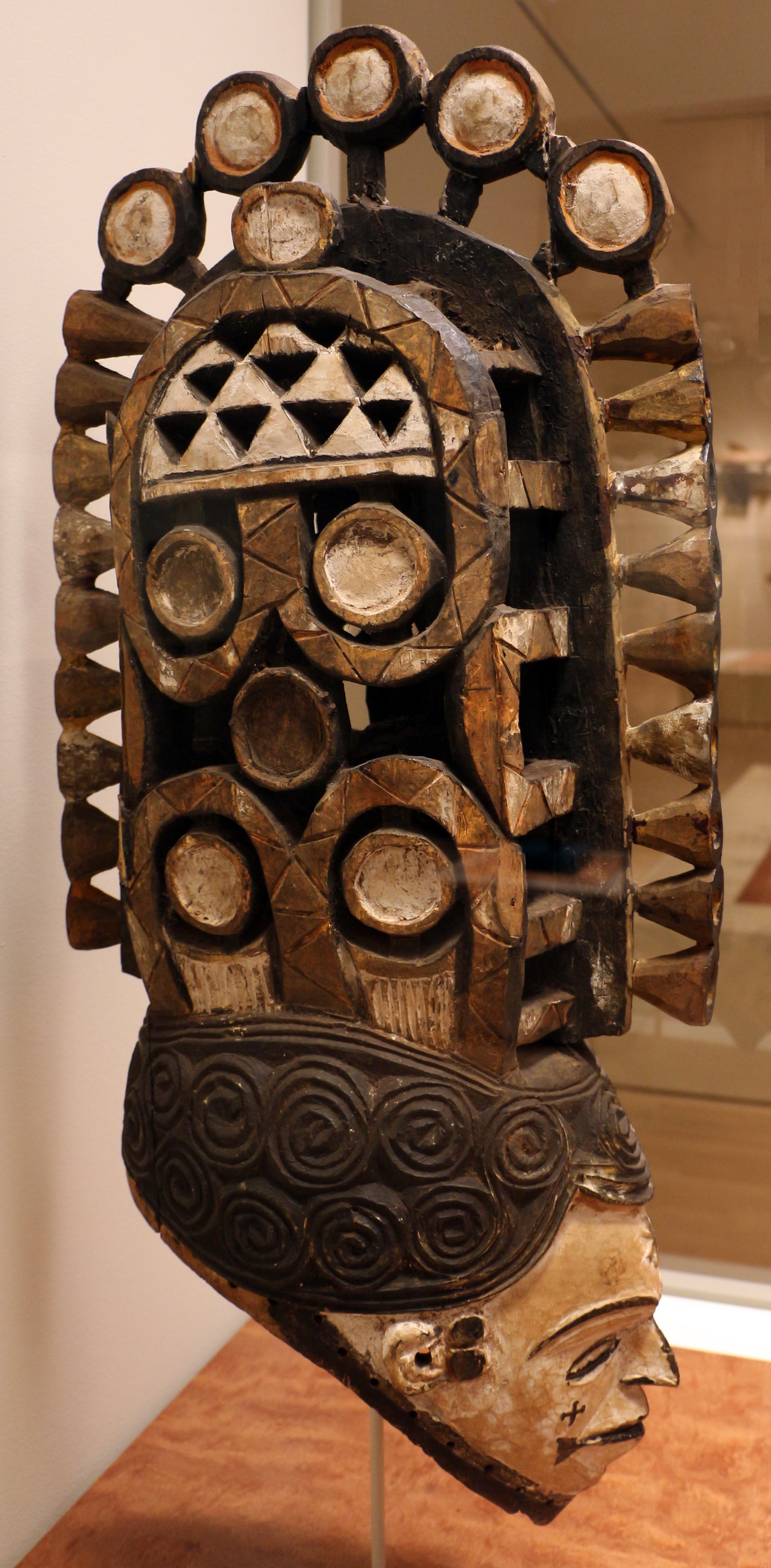
Máscara-casco, siglo XX, Museo de arte de Indianápolis.
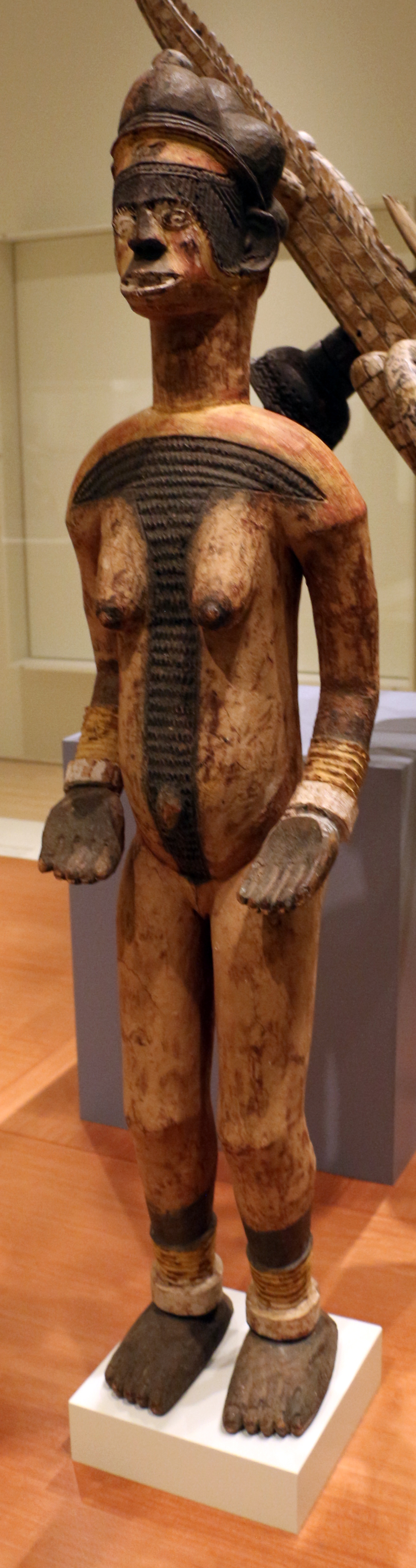
Figura femenina para un pequeño templo, siglo XX,  Museo de arte de Indianápolis.
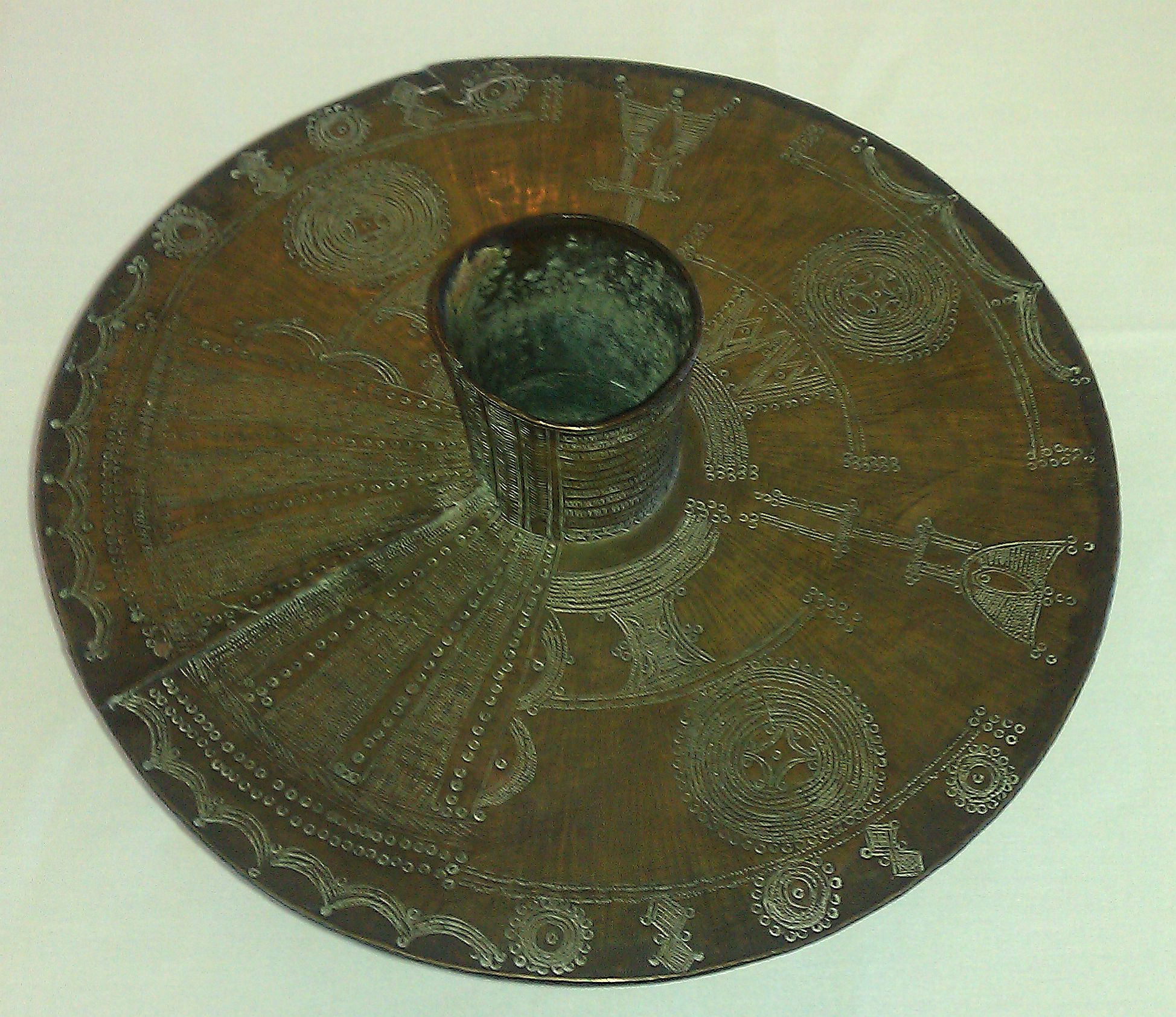
Tobillera realizada de una barra de latón macizo del tipo que usan las mujeres Igbo. Ahora en la colección de Wolverhampton Art Gallery. El tubo de la pierna se extiende unos 7 cm a cada lado del disco de 35 cm.

La cultura igbo es un arte y cultura visual. Una dificultad adicional en el estudio del arte igbo es que no hay un consenso claro sobre quién cuenta como miembro de la cultura igbo. A menudo existe una tensión entre la autoidentificación y la clasificación externa, lo que significa que la identidad es fluida y se renegocia continuamente. La comprensión de los desarrollos de la producción artística de igbo a menudo se ve obstaculizada por la suposición de que las formas de arte «tradicional» permanecen invariables.

## Mitología

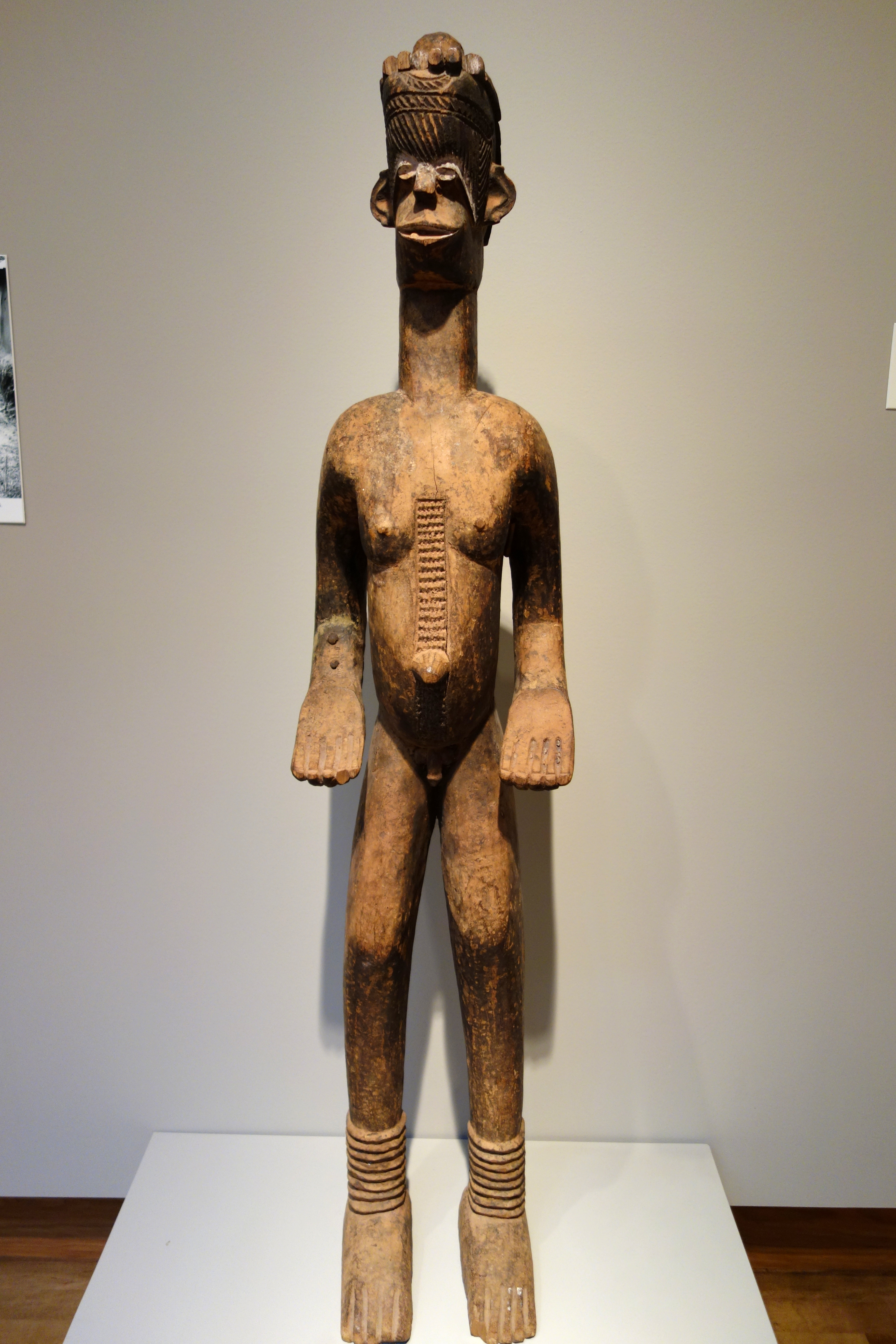
Deidad Tutelar o Figura del Guardián (Alusi), pueblo Igbo, c. 1935.

Si bien muchas personas igbo son cristianas, la antigua religión igbo tradicional se conoce como Odinani. En la mitología igbo, que es parte de su antigua religión, el Dios supremo se llama Chukwu («gran espíritu»); quien creó el mundo y todo lo que hay en él y está asociado con todas las cosas de la Tierra. Para el antiguo pueblo igbo, el Cosmo se divide en cuatro partes complejas:
- Creación
- Alusi (fuerzas o deidades sobrenaturales)
- El espíritu
- Mundo

### Alusi
Alusi, también conocido como Arusi o Arushi, son deidades menores que son adoradas y servidas en la mitología igbo. Hay una lista de muchos «Alusi» diferentes y cada uno tiene su propia función. Cuando ya no hay necesidad de la deidad, se descarta.

## Coco de yam

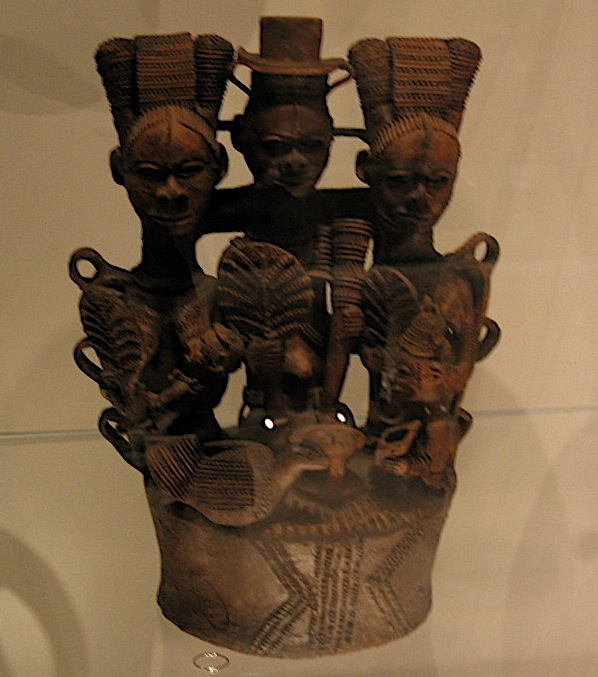
Altar igbo de cerámica para el festival «Nuevo yam».

El yam es muy importante para los igbo, ya que es su alimento básico. Los métodos de cocción más comunes en África occidental y central son por ebullición, fritos o asados.
Hay celebraciones como el festival «Nuevo yam» (en idioma igbo : Iri Ji ) que se realizan para la cosecha del producto. Este festival se celebra anualmente para asegurar una buena cosecha del cultivo básico del yam, se lleva a cabo principalmente en Nigeria y otros países de África occidental.

## Nuez de cola
La nuez de cola (Igbo:Ọjị), ocupa una posición única en la vida cultural de las personas igbo. Ọjị es lo primero que se le sirve a cualquier visitante en un hogar igbo. Se ofrece antes de que comience una función importante, ya sea ceremonia de matrimonio, solución de disputas familiares o cualquier otro tipo de acuerdo. Ọjị se divide tradicionalmente en pedazos a mano, y si la nuez de cola se rompe en 3 pedazos, se organiza una celebración especial.

## Vestimenta tradicional

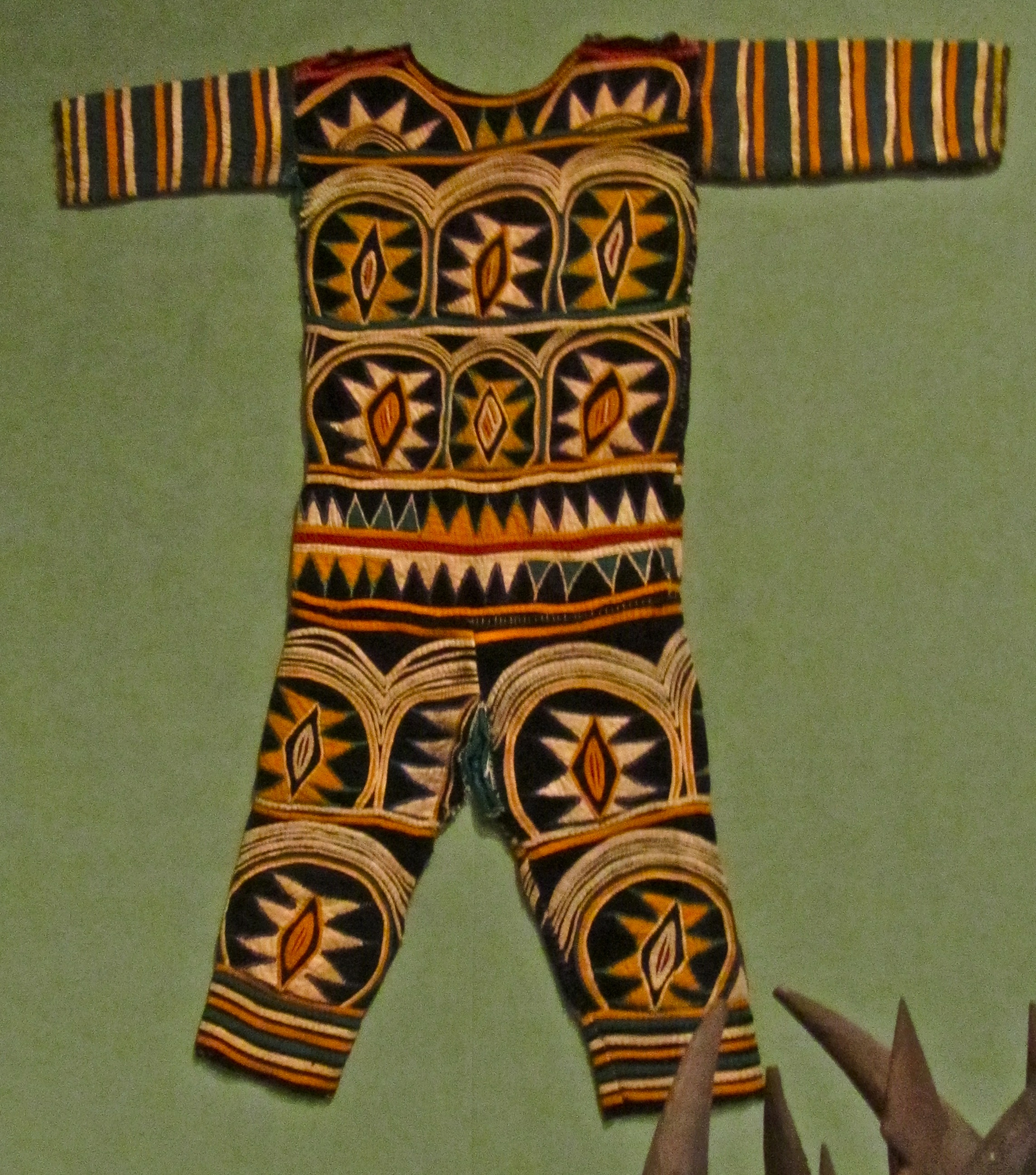
Pieza de vestir igbo.

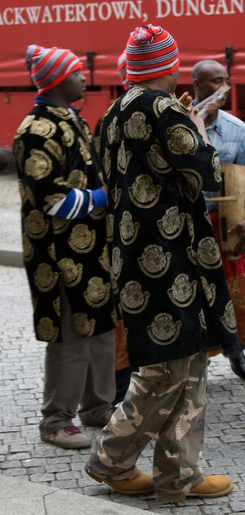
Hombres vestidos con el moderno isiagu con el tradicional sombrero de hombre igbo

Tradicionalmente, la vestimenta de los igbo generalmente consistía en poca ropa, ya que el propósito de la ropa era ocultar partes privadas, aunque los ancianos estaban completamente vestidos. Los niños generalmente estaban desnudos desde el nacimiento hasta la adolescencia —el momento en que se consideraba que tenían algo que ocultar—, pero a veces se usaban adornos como cuentas alrededor de la cintura por razones médicas. 
El arte corporal del diseño Uli, también se usó para maquillar el cuerpo tanto a hombres como a mujeres en formas lineales y geométricas con patrones de dibujo teñidos en el cuerpo. Los diseños son producidos casi exclusivamente por mujeres, que pintan a otras personas con tintes oscuros para prepararse para eventos de la aldea, como el matrimonio, la toma de títulos o los funerales, así como para el uso diario.  Los diseños duran aproximadamente 8 días.

### Mujeres
Las mujeres cargaban a sus bebés sobre sus espaldas con una tira de ropa que los ataba con un nudo en el pecho. Esta técnica de transporte de bebés fue y sigue siendo practicada por muchos grupos de personas en África, incluido el pueblo igbo. Este método se ha modernizado en forma de portabebés. En la mayoría de los casos, las mujeres igbo no cubrían sus áreas del pecho. Las doncellas usualmente usaban una envoltura corta con cuentas alrededor de su cintura con otros adornos como collares.

### Hombres
Los hombres usaban telas de taparrabos que se envolvían alrededor de su cintura y entre sus piernas para abrocharse a la espalda, era el tipo de ropa apropiada para el calor intenso, así como para trabajos como la agricultura.

### Modernas vestimentas tradicionales
El atuendo tradicional moderno de los igbo se compone generalmente, para los hombres, de la parte superior de un isiagu una camisa que se asemeja al dashiki africano. Isiagu (o Ishi agu) suele tener un patrón con cabezas de león bordadas sobre la ropa, también puede ser liso, —normalmente negro—. Se usa con pantalones y se puede usar con un sombrero tradicional de titular (un fez llamado okpu agu o agwu), o con el tradicional sombrero de hombre a rayas igbo, que se asemeja a un gorro de lana. Para las mujeres, se usa una blusa de manga abullonada —influenciada por el atuendo europeo— junto con dos envolturas —generalmente de material holandés moderno— y una bufanda para la cabeza.

## Título de liderazgo

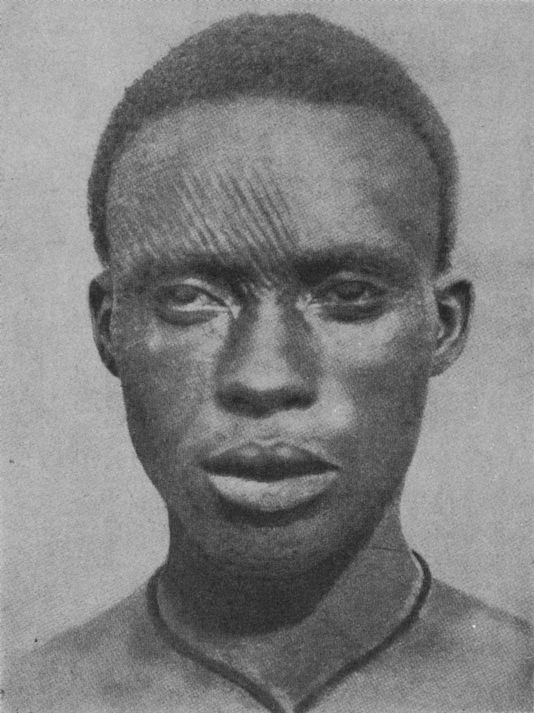
Un hombre igbo con marcas Ichi, un signo de rango como un Ozo.

Hombres y mujeres con grandes éxitos reconocidos son admitidos en órdenes para personas de título como Ndi Ozo o Ndi Nze. Estas personas reciben insignias para mostrar su categoría. La membresía es altamente exclusiva, y para calificar a un individuo debe ser muy respetado y bien considerado en la comunidad. Convertirse en Ozo implica que el titular es ahora un Nze que implica espíritu viviente y un antepasado. La escarificación  o Ichi indicaba que el usuario había pasado por la iniciación en la sociedad aristocrática Nze na Ozo, marcando así al usuario como nobleza.

## Aprendizaje igbo
Los igbo tienen una forma única de aprendizaje en la que un miembro masculino de la familia o un miembro de la comunidad pasan tiempo —generalmente desde la adolescencia hasta la edad adulta— con otra familia, trabajando para ellos. Después del tiempo pasado con la familia, el jefe del hogar anfitrión, que suele ser el hombre mayor que trajo al aprendiz a su casa, colocará (Igbo: idu) al aprendiz, ya sea estableciendo un negocio para él o dando dinero o herramientas para ganarse la vida. Esta práctica fue explotada por los europeos, que la utilizaron como una forma de comercio con personas esclavizadas. Olaudah Equiano (1745-1797), aunque robado de su casa, era una persona igbo que fue obligada a servir a una familia africana. Dijo que se sentía parte de la familia, a diferencia de más tarde, cuando fue enviado a América del Norte y esclavizado en las Trece Colonias.
El sistema de aprendizaje igbo se llama Imu Ahia o Igba Boy en la tierra igbo que se hizo más prominente entre los igbos después de la guerra civil de Nigeria. Este sistema de aprendizaje fue un intento de sobrevivir a la política de 20 libras esterlinas propuesta por Obafemi Awolowo «de que únicamente se le dieran 20 libras esterlinas a cada ciudadano de Biafra para sobrevivir, independientemente de lo que tuvieran en el banco antes de la guerra y el resto del dinero estuviera en manos del gobierno nigeriano».
El comercio menor era una de las únicas maneras de reconstruir comunidades destruidas, así como la agricultura, pero entonces, la agricultura requería tiempo que no estaba disponible en ese momento. Básicamente, la mayoría de la gente entró en el comercio. Este modelo Imu-Ahia / Igba Boy era simple, funciona de tal manera que los dueños de negocios acogerían a niños más jóvenes que pueden ser familiares, hermanos o no familiares de la misma región, para alojarlos y hacer que trabajen como aprendices en los negocios mientras aprendiendo cómo funciona y los secretos del negocio. Una vez alcanzado el tiempo asignado para la capacitación, de 5 a 8 años, se celebraría una pequeña ceremonia de graduación para el niño Nwa —la persona que aprendió el oficio—. También se le pagaría una suma global por sus servicios a lo largo de los años, y el dinero se usará para iniciar un negocio para el niño Nwa.

## Sistema de castas Osu
Osu es un grupo de personas cuyos antepasados se dedicaron a servir en santuarios y templos para las deidades de los igbo, y por lo tanto se les consideró propiedad de los dioses. Las relaciones y, a veces, las interacciones con Osu estaban y —hasta el siglo XXI, todavía lo están— en muchos casos, prohibidas. El ser llamado Osu sigue siendo un estigma que impide el progreso y el estilo de vida de las personas.

## Calendario igbo
En el calendario tradicional de igbo, una semana (Igbo : izu) tiene 4 días (Igbo : ubochi)  (eke, orie, afọ, nkwọ), siete semanas hacen un mes (Igbo : onwa), un mes tiene 28 días y hay 13 meses en un año. En el último mes, se agrega un día adicional. Los nombres de los días tienen sus raíces en la mitología del Reino de Nri. Se creía que Eri, el fundador nacido en el cielo del reino Nri, había emprendido un viaje para descubrir el misterio del tiempo. En su viaje, saludó y llamó a los cuatro días por los nombres de los espíritus que los gobernaron, por lo que eke, orie, afọ y nkwo se convirtieron en los días de la semana.
| N.º | Meses (Ọnwa)   | Equivalente gregoriano              |
| --- | -------------- | ----------------------------------- |
| 1   | Ọnwa Mbụ       | (3.ª semana de febrero)             |
| 2   | Ọnwa Abụa      | (marzo)                             |
| 3   | Ọnwa Ife Eke   | (abril)                             |
| 4   | Ọnwa Anọ       | (mayo)                              |
| 5   | Ọnwa Agwụ      | (junio)                             |
| 6   | Ọnwa Ifejiọkụ  | (julio)                             |
| 7   | Ọnwa Alọm Chi  | (agosto a principios de septiembre) |
| 8   | Ọnwa Ilo Mmụọ  | (finales de septiembre)             |
| 9   | Ọnwa Ana       | (octubre)                           |
| 10  | Ọnwa Okike     | (principios de noviembre)           |
| 11  | Ọnwa Ajana     | (finales de noviembre)              |
| 12  | Ọnwa Ede Ajana | (finales de noviembre y diciembre)  |
| 13  | Ọnwa Ụzọ Alụsị | (enero a principios de febrero)     |

| Eke | Orie | Afọ | Nkwọ |
| --- | ---- | --- | ---- |
|     |      | 1   | 2    |
| 3   | 4    | 5   | 6    |
| 7   | 8    | 9   | 10   |
| 11  | 12   | 13  | 14   |
| 15  | 16   | 17  | 18   |
| 19  | 20   | 21  | 22   |
| 23  | 24   | 25  | 26   |
| 27  | 28   |     |      |

### Nombramiento a partir de los días de mercado
Los bebés recién nacidos a veces se nombraron por el día de la semana en que nacieron. Esto ya no es habitual. Nombres como Mgbeke ( doncella [nacida] el día de Eke), Mgborie (doncella [nacida] el día de Orie) se ven comúnmente entre las personas igbo. Para los hombres, Mgbe se reemplaza por Nwa o Okoro (Igbo: Niño [de]). Ejemplos de esto son Solomon Okoronkwo y Nwankwo Kanu, dos futbolistas populares.

## Festival de máscaras
Hay dos tipos básicos de disfraces, visibles e invisibles. Las mascaradas visibles son para el público. A menudo son más entretenidas. Las máscaras utilizadas ofrecen un atractivo visual por sus formas y representaciones. En estas mascaradas visibles, hay actuaciones de  hostigamiento, música, danza y parodias.
Las mascaradas invisibles tienen lugar en la noche. El sonido es la herramienta principal para ellas. El enmascarado usa su voz para gritar para que se escuche en todo el pueblo. Las máscaras utilizadas son generalmente de aspecto feroz y su interpretación únicamente es entendida por los miembros de la sociedad. Estas mascaradas invisibles llaman a una aldea silenciosa a infundir miedo en los corazones de los no iniciados en su sociedad. Estas sociedades exclusivas consisten en miembros varones adultos. Cada miembro debe ser iniciado en la sociedad. La función principal de estas sociedades es celebrar la cosecha y entretener a la gente del pueblo. Algunas otras funciones incluyen hacer cumplir los toques de queda, protección y servir como guardias de seguridad de la aldea. Los miembros, también conocidos como enmascarados, usan máscaras para ocultar su identidad al resto del pueblo. En el pasado, las mascaradas también tenían poderes judiciales, de regulación social e incluso policiales, aunque estas funciones han disminuido en los tiempos modernos. Los muertos vivientes son lo que encarnan estos disfraces/espíritus. Los igbo creen que los muertos nunca mueren realmente; más bien, permanecen en un «estado inmortal personal». Residen en algún lugar entre el mundo terrenal y el mundo espiritual. Se cree que estos muertos vivientes están estrechamente relacionados con los del pueblo. Como los hombres son enmascarados, están enterrados dentro de sus hogares para que sus espíritus puedan estar cerca de sus familias.